# Scolopendra morsitans
Scolopendra morsitans (лат.) — вид губоногих многоножек (Chilopoda) из рода сколопендры (Scolopendra). Длина тела — до 10 см, 21—23 пары ног. Укус считается очень болезненным.

## Ареал
Вид встречается во многих местах земного шара: Антильские острова, Южная Америка; подтверждены случаи нахождения в США, Южной, Восточной, Западной и Северной Африке, Индии, Индонезии. Завезена на остров Святой Елены, на Гавайские, Сейшельские, Коморские, Маскаренские, Андаманские и Никобарские острова и в Австралию. Сообщения о находках вида из Турции, Южной Европы и с Кавказа пока считаются сомнительными. Из Новой Зеландии известны две находки (Daday 1889, Wyrmli 1975).

## Классификация
Данный вид описан пятым в роде Scolopendra. У вида существует 4 подвида: S. m. scopoliana C. L. Koch, 1841 (описана из Алжира как самостоятельный вид, признана подвидом Kraepelin (1903); S. m. calcarata Daday, 1891, из неизвестного местонахождения, описана как подвид Kraepelin (1903); S. m. fasciata Attems, 1930, из Анголы, и S. m. amazonica Bycherl, 1946, из Манауса, Бразилия (иногда признаётся самостоятельным видом).

## Значение
Считается опасным инвазивным видом. По данным Всемирной базы инвазивных видов, этот вид может быть причиной вымирания эндемичной гигантской уховёртки Labidura herculeana (признана вымершей в 2014 г.) и гигантского вида наземных жуков Aplothorax burchellii с острова Святой Елены, а также, возможно, некоторых эндемичных насекомых острова Вознесения.
На Мадагаскаре данный вид поедает местная птица — чешуйчатая земляная ракша (Geobiastes squamiger).